# Ametralladora Gardner
La ametralladora Gardner fue una de las primeras ametralladoras. Tenía uno o más cañones según el modelo y año de fabricación, se alimentaba mediante una tolva o un peine fijo y era operada por una manivela. Cuando se giraba la manivela, un brazo de alimentación introducía un cartucho en la recámara, el cerrojo quedaba cerrado y el arma disparaba. Al continuar girando la manivela, se abría el cerrojo y el casquillo era eyectado.

## Desarrollo e historia
La ametralladora Gardner fue inventada en 1873 por William Gardner de Toledo, Ohio, el cual durante la Guerra de Secesión sirvió en el ejército de la Unión como voluntario en un regimiento de Ohio, alcanzando el grado de capitán. Después de construir un prototipo,  al año siguiente, llegó a un acuerdo con la recién creada firma Pratt & Whitney Co. para desarrollar y fabricar dicha arma a fin de satisfacer necesidades militares. Mientras que el primer examen y disparo fue hecho en la planta de Pratt & Whitney situada en Hartford, Connecticut para el Comandante en Jefe de la National Armory (Armería nacional). 
Francis A. Pratt no era un neófito en el diseño de armas. Era maestro mecánico y había pasado muchos años empleado en la Colt Patent Fire Arms Co., habiendo alcanzado la reputación de ser uno de los mejores diseñadores de armas en su campo, quien después de un año de desarrollo produjo una versión militar del arma.
Esta era un arma de repetición consistente básicamente en cañones (en el caso de dos o más) colocados en forma paralela y cercana, los cuales estaban acoplados a un bloque que contenía en su interior dos cerrojos (uno para cada cañón) con sus mecanismos de disparo y extracción. Estos cerrojos eran accionados en movimiento de vaivén alternante, de tal forma que cuando uno estaba cerrando su respectiva recámara, el otro permanecía enteramente abierto para permitir alimentar el cartucho procedente de un sector de alimentación de recámara, al cual le llegaban los cartuchos desde un peine fijo de doble hilera, en donde eran sujetados por la pestaña del culote y deslizados hacia el arma por su propio peso. Los mencionados cerrojos, así como el selector de alimentación de cartuchos eran accionados por el movimiento de una manivela manejada por el tirador del arma; un segundo operador proveía de nuevos cargadores o alimentaba con cartuchos el cargador instalado.
A petición del Comodoro William N. Jeffers, jefe del Buró de Armamento de la Armada de los Estados Unidos se realizó una demostración con un prototipo de un solo cañón, que fue cuidadosamente probado ante un grupo de oficiales de la Armada de los Estados Unidos en noviembre de 1875. La prueba fue considerada un éxito, aunque, los informes recomendaron que Pratt & Whitney continuara con el desarrollo del sistema, incorporando mejoras en el sistema de alimentación, que más tarde serían ideadas por E.G. Parkhurst, ingeniero supervisor de Pratt & Whitney. El general Benet, Jefe de Armamento del Ejército de los Estados Unidos, asistió a las pruebas pero no mostró interés en el arma.
Parkhurst agregó muchas mejoras al mecanismo de disparo del arma, lo que hizo más fiable el disparo. La más importante fue la incorporación de un sistema mecánico de expulsión del casquillo, que eliminó el poco fiable sistema anterior de eliminar los casquillos por simple gravedad. En 1877 se realizaron pruebas adicionales con una versión calibre 11,43 mm (.45), que determinó una velocidad en boca de 390 metros por segundo.
Pratt & Whitney obtuvo los derechos de fabricación de la ametralladora Gardner después de haber llegado a un acuerdo según el cual el inventor recibiría regalías por cada arma vendida, lo que demostró ser un acierto por parte de Gardner.
También controlaba las patentes de Parkhurst para el modelo mejorado.
La Gardner Patent Gun fabricada por la empresa Pratt & Whitney fue exhibida en la Exposición Universal de París de 1878, donde recibió una medalla de oro. La ametralladora Gatling finalizó segunda.
El 17 de junio de 1879 se llevó a cabo una demostración más ante responsables de armamento de la Armada de los Estados Unidos, durante la cual el arma fue presentada por Francis A. Pratt y Amos Whitney . El arma disparó un total de 10 000 cartuchos durante la prueba, tomando un tiempo total de 27 minutos y 36 segundos, con pausas entre disparos para resolver un problema con uno de los extractores. Mientras duró la prueba sin problemas, el arma logró disparar 4722 balas antes del primer atasco, y después de que el atasco se resolvió, disparó aproximadamente otras 5000 sin incidentes.
El 15 de enero y el 17 de marzo de 1880 se realizaron evaluaciones en el campo de pruebas de Sandy Hook ante la Junta de Revisión del Ejército de los Estados Unidos. El arma funcionó bien, y los presentes recomendaron que el Ejército comprara un número limitado para evaluación, observando el bajo costo del arma y extremadamente fiable y segura. Sin embargo, el Ejército declinó comprarlas, ya que se supone estaban satisfechos con las ametralladoras Gatling que tenían en su arsenal.
Por otro lado Gardner, al no recibir órdenes de pedido provenientes del gobierno de los Estados Unidos y viendo que su arma había sido modificada drásticamente por la empresa Pratt & Whitney, intentó con un grupo de inversores formar una compañía para la fabricación de su arma según la patente original (nótese la diferencia entre "derechos de fabricación" y "compra de patentes"), fundándose la Gardner Gun Company en agosto de 1879.

## Servicio en el Reino Unido
En este punto, la Marina Real británica, que había desplegado con éxito la ametralladora Gatling, se interesó en el arma. En junio de 1878, la compañía Gardner Gun Company envió a su director y agente, el capitán retirado de la Armada P.G. Watmough, a Europa para presentar su Gardner Patent Gun a los diferentes gobiernos. Watmough informó a fin de asegurar la atención de la War Office (Oficina de Guerra británica), que el arma debía fabricarse en Inglaterra. El Sr. Gardner, que acompañó al capitán, procedió a fabricar en Leeds, algunas ametralladoras bajo su supervisión. 
Una prueba preliminar con una Gardner de un solo cañón fue hecha para la War Office en noviembre de 1878. Surgieron tres serias objeciones: se necesitaba demasiado esfuerzo para accionar la manivela, excesivo desgaste de las piezas debido al sistema de rotación de mecanismos para disparar un cartucho y que el peso del arma de 24,26 kg (53,5 libras) era demasiado pesado para que un hombre pudiera transportarla a ciertas (o razonables) distancias.
El Almirantazgo británico probó por primera vez el arma de Gardner, calibrada para disparar el cartucho 0.45 Martini–Henry y, con vistas a ser usada en sus buques y por la infantería de marina
El Almirantazgo quedó tan impresionado por la demostración que adoptó el arma y compró los derechos para producirla en Inglaterra. Gardner aceptó, y tras concluir sus conexiones comerciales con Pratt & Whitney, se trasladó a Inglaterra para supervisar la construcción de las armas, donde residió hasta su muerte.
El Gobierno se pidió a un comité de selección que examinara todos los sistemas existentes de ametralladoras y la comisión, el 21 de marzo de 1881, informó que, tras las pruebas exhaustivas con las ametralladoras Gatling, Gardner Patent Gun, Nordenfeldt, y Pratt & Whitney’s Improved Gardner Gun en 10 puntos de comparación, se prefirió la Gardner en 9. Se recomendaba la adopción de un modelo de dos cañones para todas las ramas del servicio donde podía utilizarse un arma ligera, ya que no necesitaba una cureña de artillería o similar. Además, el comité acordó por unanimidad que el cartucho Eley-Boxer debía eliminarse, o al menos ser perfeccionado, ya que dio problemas cuando se utilizó con la Gardner, como lo hizo en las pruebas de la Gatling.
Durante estas pruebas una Gardner de cinco cañones disparó 16 754 cartuchos antes de un error, con sólo 24 paros. Cuando se constató que la mayoría habían sido a causa de la inexperiencia de los servidores, estos no fueron tomados en cuenta, considerando había solo cuatro fallos atribuibles al arma en 10 000 cartuchos disparados. Que la Royal Navy adoptara esta arma ligera mucho antes de su uso oficial por el Ejército se atribuye a la hostil oposición del Cuartel General de la Artillería Real con sede en Woolwich. Esta rama tenía prejuicios contra las ametralladoras de este tipo, ya que la construcción de armas ligeras no competía la jurisdicción de esta organización. Los artilleros, aunque toleraban que las ametralladoras fueran usadas para defensa de flanco, siempre las consideraron como piezas de campo inferiores. 

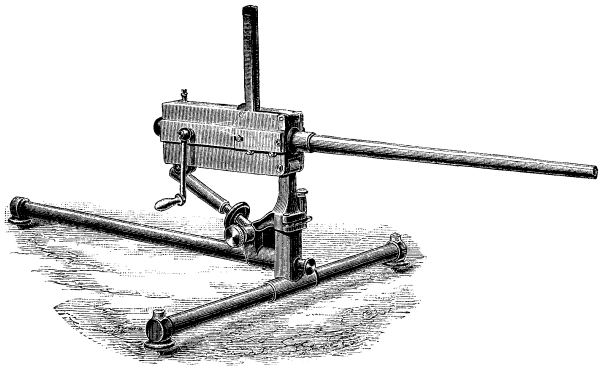
Dibujo de una ametralladora Gardner de un solo cañón, 1884.

Fue usada en la guerra Anglo-Sudanesa y entre 1884 y 1885 demostró su potencial en las batallas de El Teb y Tamasi y con las brigadas navales en el Alto Nilo (Batalla de Abu Klea). Un método superior de montaje diseñado por un ingeniero naval eliminó el antiguo sistema instalado y desembocó en un rediseño del trípode que se utilizó con éxito. Sin embargo, en algunas ocasiones sus mecanismos resultaron vulnerables a las condiciones ambientales de arena suelta y polvo. Fue reemplazada en 1890 por la nueva ametralladora Maxim, permaneciendo, no obstante en el inventario del Ejército hasta 1926.
Un arma basada en la ametralladora Gardner fue la Bira nepalesa de 14,7 mm, pero que solo tenía dos cañones y era alimentada mediante un tambor situado sobre el cajón de mecanismos.